# Rode kamster
De rode kamster (Astropecten aranciacus) is een zeester uit de familie Astropectinidae. De wetenschappelijke naam van de soort werd, als Asterias aranciaca, in 1758 gepubliceerd door Carl Linnaeus. Het is inheems in de oostelijke Atlantische Oceaan (van Portugal tot Angola) en de Middellandse Zee. 

## Beschrijving
De rode kamster is een zeester met veel kenmerken en is gemakkelijk te onderscheiden van de andere soorten door kleur en grootte. Het heeft superomarginale platen die zijn uitgerust met 1 tot 3 kleine stekels en inferomarginale platen met lange, puntige, sterke, regelmatig gerangschikte stekels. De inferomarginale stekels hebben een roodoranje kleur aan de basis en een geelachtige of witte kleur naar de punt toe. Het is robuust met een schijf van normale grootte en spitse armen. De kleur van de aborale zijde wordt gegeven door een opeenvolging van paxillen (van bovenaf zien ze eruit als ronde punten) met bovenste extremiteit roodoranje in verschillende combinaties met paxillen met bovenste extremiteit grijs of beige. De superomarginale platen zijn meestal grijs of beige homogeen. Het is de grootste Astropecten-soort die voorkomt in de Middellandse Zee, met een maximale diameter van 55 cm, hoewel het meestal ongeveer 30 cm meet. Soms wordt het verward met de gewone kamster (A. irregularis).

## Leefgebied
De rode kamster leeft heel dicht bij de kust, en bij eb begraaft hij zichzelf in het zand, waarbij alleen het midden van de bovenkant zichtbaar, welke opgezwollen is in de vorm van een kegel. Deze kegel werkt als een zintuig. Bij aanraking trekt de kegel samen en begraaft de zeester zich weer in het zand. Dan verschijnt bij vloed de zeester weer op het oppervlak van het substraat. Hij begraaft zichzelf in het zand om delen van zijn lichaam te beschermen tegen de zonnestralen, vooral het bodemoppervlak dat geen gekleurd pigment heeft en daarom bijzonder gevoelig is. De rode kamster leeft op zanderige, modderige of grindbodems op een diepte van 2-100 meter. Deze soort is actief en gemakkelijk te vinden in de late namiddag en 's nachts.

## Voedsel
Deze zeester is een vleeseter en voedt zich met weekdieren, die hij met zijn armen vangt en vervolgens naar de mond brengt. De prooi wordt dan gevangen door de lange, bewegende stekels rond de mondholte. Omdat hij geen aparte anus heeft fungeert zijn mond ook als anus waarlangs de onverteerde resten waaronder skelet- en schelpresten van de prooien de maag en darmstelsel van de kamster terug verlaten.